# Parigi-Roubaix femminile 2022
La Parigi-Roubaix femminile 2022, seconda edizione della corsa, valevole come ottava prova dell'UCI Women's World Tour 2022 categoria 1.WWT, si è svolta il 16 aprile 2022 su un percorso di 124,7 km, con partenza da Denain e arrivo a Roubaix, in Francia. La vittoria fu appannaggio dell'italiana Elisa Longo Borghini la quale completò il percorso in 3h10'54", alla media di 39,193 km/h, precedendo la belga Lotte Kopecky e l'olandese Lucinda Brand.
Sul traguardo del Velodromo di Roubaix 98 cicliste, su 141 partite da Denain, portarono a termine la competizione.

## Squadre e corridori partecipanti
| N.      | Cod. | Squadra                         |
| ------- | ---- | ------------------------------- |
| 1-6     | TFS  | Trek-Segafredo                  |
| 11-16   | JVW  | Team Jumbo-Visma                |
| 21-26   | SDW  | Team SD Worx                    |
| 31-36   | UAD  | UAE Team ADQ                    |
| 41-46   | MOV  | Movistar Team Women             |
| 51-56   | DSM  | Team DSM                        |
| 61-66   | FDJ  | FDJ Nouv.-Aquitaine Futuroscope |
| 71-76   | LEW  | Le Col-Wahoo                    |
| 81-86   | ARK  | Arkéa Pro Cycling Team          |
| 91-96   | WNT  | Ceratizit-WNT Pro Cycling       |
| 101-104 | BEX  | Team BikeExchange-Jayco         |
| 111-116 | CSR  | Canyon-SRAM Racing              |

| N.      | Cod. | Squadra                       |
| ------- | ---- | ----------------------------- |
| 121-126 | VAL  | Valcar-Travel & Service       |
| 131-136 | LIV  | Liv Racing Xstra              |
| 141-146 | NXG  | AG Insurance-NXTG Team        |
| 151-156 | PHV  | Parkhotel Valkenburg          |
| 161-166 | TIB  | EF Education-Tibco-SVB        |
| 171-176 | COF  | Cofidis Women Team            |
| 181-186 | PLP  | Plantur-Pura                  |
| 191-196 | AUB  | St Michel-Auber 93            |
| 201-206 | UXT  | Uno-X Pro Cycling Team        |
| 211-216 | SRC  | Stade Rochelais Charente-Mar. |
| 221-226 | HPM  | Human Powered Health          |
| 231-236 | CGS  | Roland Cogeas Edelweiss Squad |

## Ordine d'arrivo (Top 10)
| Pos. | Corridore                | Squadra   | Tempo    |
| ---- | ------------------------ | --------- | -------- |
| 1    | Elisa Longo Borghini     | Trek      | 3h10'54" |
| 2    | Lotte Kopecky            | SD Worx   | a 23"    |
| 3    | Lucinda Brand            | Trek      | s.t.     |
| 4    | Elise Chabbey            | Canyon    | s.t.     |
| 5    | Marta Cavalli            | FDJ       | s.t.     |
| 6    | Floortje Mackaij         | DSM       | s.t.     |
| 7    | Ellen van Dijk           | Trek      | s.t.     |
| 8    | Chantal v.d. Broek-Blaak | SD Worx   | a 32"    |
| 9    | Pfeiffer Georgi          | DSM       | a 2'22"  |
| 10   | Sandra Alonso            | Ceratizit | s.t.     |